# Алиталија експрес
Алиталија експрес (енгл. Alitalia Express) је регионална авио-компанија са седиштем у Риму, главном граду Италије. Власник авио-компаније је Алиталија. Саобраћају се на редовн регионалне летове и чартер летове у име Алиталију. Главне чвориште авио-компаније се налази на Аеродром Леонардо да Винчи у Риму и Аеродром Малпенса Милано.
У авио-компанију је 710 запослених.

## Историја
Алиталија експрес настала и почела да саобраћај дана 1. октобра 1997. године. Формирана је од бивше авио-компаније Авианова.

## Флота
Флота Алиталија експореса се, од новембра 2009. године, састоји одЧ
| Авион              | У саобраћају | Поручених | Седиште   | Белешке | Ливреја           |
| ------------------ | ------------ | --------- | --------- | ------- | ----------------- |
| Ембраер 170-100ЛР  | 6            | 2         | 72        |         | Алиталија експрес |
| Бомбардије КРЏ-900 | 10           | 0         | 90 (7/76) |         | Ер уан СитиЛајнер |
| Укупно             | 16           | 2         |           |         |                   |